# Calycanthus chinensis
Calycanthus chinensis, ou Sinocalycanthus chinensis, le bonbon chinois, est une espèce de plantes à fleurs de la famille des Calycanthacées et du genre Calycanthus. C'est un arbuste originaire de Chine. Cette espèce est enregistrée comme en voie de disparition.

## Morphologie
Calycanthus chinensis est un arbuste à feuilles ovales caduques qui peut mesurer jusqu’à 3 m de haut. Son écorce est de couleur marron à grise . Cette espèce a une croissance rapide. Elle fleurit en mai avec de larges fleurs blanches à cœur jaune et teinté de rouge. Les fruits sont mûrs en octobre.
Le mode de dispersion des graines de Sinocalycanthus chinensis se fait par la gravité : la barochorie. Cette espèce présente des molécules d’alcaloïdes.

## Zone d’habitat
Sinocalycanthus chinensis se localise en Chine , plus précisément en montagne entre 470 et 1 200 m d’altitude. Cette espèce pousse dans des forêts.